# Koskulak Tagh
Koskulak Tagh je hora vysoká 7 028 m n. m. v pohoří Pamír v autonomní oblasti Sin-ťiang v Čínské lidové republice. Vrchol je spojen hřebenem s horou Muztag Ata, která je vzdálená 4,83 km severním směrem.

## Prvovýstup
Prvovýstup provedla ruská horolezecká skupina (Leonid Fishkis, Dmitrij Komarov a Alexandr Novik) 10. srpna 2005 (podle jiných zdrojů 12. srpna) severozápadním hřebenem. Sedmčlenná ruská skupina (A. Petrov, V. Odokhovskiy a další) dosáhla vrcholu o dva dny později jihozápadním hřebenem.